# Bless the Child
Bless the Child – ósmy singel grupy Nightwish. Piosenka promowała album Century Child.

## Lista wydawnictw

### Finlandia(2002) /Spinefarm
1. „Bless the Child (edit)”
2. „Bless the Child (original)”
3. „Lagoon”

1. „Bless the Child”
2. „The Wayfarer”
3. „Come Cover Me”
4. „Dead Boy's Poem”
5. „Once Upon a Troubadour”
6. „A Return to the Sea”
7. „Sleepwalker”
8. „Nightquest”

Digipack.
1. „Bless the Child”
2. „The Wayfarer”
3. „Come Cover Me”
4. „Dead Boy's Poem”
5. „Once Upon a Troubadour”
6. „A Return to the Sea”
7. „Sleepwalker”
8. „Nightquest”

### Holandia(2002) /Universal
1. „Bless the Child”
2. „The Kinslayer”
3. „Sleepwalker”
4. „Nightquest”

Zawiera teledysk Bless the Child.
1. „Bless the Child”
2. „Once Upon a Troubadour”
3. „A Return to the Sea”
4. „Come Cover Me (live)”

### Francja(2002) /XIII Bis Records
Digipack, zawiera klipy Bless the Child i Over the Hills and Far Away.
1. „Bless the Child (edit)”
2. „Bless the Child (original)”
3. „Lagoon”
4. „The Wayfarer”

### Europa(2002) /Drakkar
Digipack, zawiera dwustronną płytę CD/DVD. Na DVD klipy Bless the Child i Over the Hills and Far Away, wywiad oraz trailer promocyjny.
1. „Bless the Child (single edit)”
2. „Lagoon”
3. „The Wayfarer”

### Tajwan(2004) /Screaming Shouts Records
1. „Bless the Child”
2. „The Wayfarer”
3. „Come Cover Me”
4. „Dead Boy's Poem”
5. „Once Upon a Troubadour”
6. „A Return to the Sea”
7. „Sleepwalker”
8. „Nightquest”